# Monte Salta
Il monte Salta (2.039 m s.l.m.) è una montagna delle Dolomiti Friulane, situata al confine di Friuli-Venezia Giulia e Veneto, tra la provincia di Pordenone e quella di Belluno, nella valle del Vajont, sulle cui pendici si trovano i paesi di Erto e Casso.